# Punta Mita
Punta Mita är en udde i Mexiko.   Den ligger i delstaten Nayarit, i den sydvästra delen av landet, 700 km väster om huvudstaden Mexico City.
Terrängen inåt land är huvudsakligen platt, men åt nordost är den kuperad. Havet är nära Punta Mita västerut.  Närmaste större samhälle är Corral del Risco, 2,4 km öster om Punta Mita. I omgivningarna runt Punta Mita växer i huvudsak lövfällande lövskog.